# Gregorio - Il buon peccatore
Il Gregorio o Il buon peccatore  è una leggenda cortese tedesca di Hartmann von Aue, che risale al 1186-1190 e si basa su un originale francese di autore sconosciuto.
Nel prologo del Gregorio, Hartmann sviluppa pensieri teologici generali sulla colpa e la penitenza. Viene sottolineato il suo avvertimento contro lo zwîvel (desperatio) e la rappresentazione della similitudine biblica samaritana. Il tutto lo mescola con altre parabole bibliche e la loro interpretazione contemporanea. Egli mette anche in guardia contro il vürgedanc, che è probabilmente il peccato della praesumptio.

## Personaggi e vicende

### Prologo
Il racconto inizia con la storia del povero peccatore, e la biografia dei suoi genitori (v. 177-922).
Il Signore in terra di Aquitania (Equitânjâ), che dopo la morte della moglie deve allevare da solo i suoi due figli, finisce inaspettatamente i suoi giorni ed è colto dal rimpianto di non essersi preso cura della figlia (v. 239-242). Egli raccomanda così la cura della figlia al figlio (v. 259ss.), prefigurando così il rapporto incestuoso dei due (v. 273-410). Il frutto del rapporto tra fratelli è un bambino (v. 411-500), poi chiamato Gregorio, che viene posto in una scatola, su consiglio di un amico paterno e abbandonato al mare su una chiatta, in modo che solo Dio - possa scegliere il suo destino - lasciarlo perire o guidarlo verso una spiaggia lontana dove possa essere salvato. Al bambino vengono lasciati nella scatola 20 marchi d'oro e una targhetta che certifica il suo nobile lignaggio (v. 719-751). Nel frattempo il fratello va in crociata e muore (v. 501-922).
L'ulteriore crescita di Gregorio è ora descritta nei versi dal 923 al 1824 (o 1841): Il bambino viene trovato su un'isola nel canale e salvato dalle acque dall'abate di un monastero che lo affida alle cure di una famiglia di pescatori, mentre il sacerdote stesso si occupa dell'educazione e anche del battesimo del bambino (v. 1136). Viene fornita al ragazzo, dall'abate, una vasta educazione e anche alcuni trucchi argomentativi che non sono in grado, tuttavia, di impedire che il questi raggiunta la maturità, invece di sottomettersi allo stato del clero, voglia diventare cavaliere, il che deriva anche dal fato e dal aver appreso la sua origine peccaminosa.
Mentre i motivi ad acqua, che ricordano il biblico Giona o ancor più chiaramente Mosè, offrivano la prospettiva di una svolta verso la salvezza, il motivo dell'incesto edipico avvenuto in apertura viene ora esplicitato nell'uscita dal monastero. I versi dal 1825 al 2750 narrano come il giovane cavaliere libera una città stretta da un assedio. Il fatto che l'amante della città, donna che aveva suscitato la bramosia di un "duca romano" (v. 1999), è la madre di Gregorio, è già stato rivelato nei versi dal 899 al 922, cosicché il "fare del destino" rimane trasparente. Gregorio, lottando per sé stesso, affronta così il duello con l'assediante e, dopo averlo vinto, libera l'amante della città, che diventa così sua moglie. Solo una cameriera (v. 2295ff.) scopre il segreto del nuovo signore che piange quotidianamente per le sue origini documentate sulla placca che lo accompagna dalla nascita e lo rivela alla sua padrona, che apprende così di essere la madre e la moglie dello stesso uomo (v. 2471ff.).

### Epilogo
Il rimorso per l'atto in sé, che è anche una recidiva per la madre, richiede contrizioni più sensibili. Mentre la madre, già incline a uno stile di vita cristiano, prende i voti e rinuncia a tutte le sue proprietà, Gregorio si ritira su una rocca dove viene incatenato da un pescatore. I versi dal 2751 al 3136 descrivono questa penitenza insolitamente acuta che dura per più di diciassette anni (v. 3139). Dopo la morte del papa a Roma (v. 3144), il Signore appare ai due cardinali favoriti come successori del pontefice e annuncia loro che un santo che vive su un'isola dell'Aquitania era stato designato come prossimo papa. I versi dal 3137 al 3740 raccontano di come si cerchi e si trovi il "prescelto", del lungo viaggio a Roma, dell'investitura papale e dell'assoluzione della madre (v. 3741-3958).
Il racconto si chiude con un epilogo (v. 3959-4006) che riassume e rifiuta qualsiasi falsa conclusione (praesumptio).

## Classificazione storica letteraria

### Il Gregorio nell'opera di Hartmann
L'origine del Gregorio può essere datata tra il 1187/89 o 1190-1197. C'è poco nell'opera stessa che potrebbe aiutare a classificarla cronologicamente. Per ragioni di stile, nella cronologia delle opere di Hartmann la si include come seconda opera maggiore dopo Erec e prima de Il povero Enrico e Iwein.
A causa del prologo in cui il poeta si è allontanato dalle opere della sua giovinezza finalizzate a compensi più mondani, Gregorio è stato a lungo considerato come l'ultima opera di Hartmann. Le affermazioni programmatiche, tuttavia, non devono avere rilevanza biografica, ma sono in gran parte determinate topicamente dal materiale in legenda.

### Sostanza e fonte
Il materiale per il Gregorio potrebbe essere stato conosciuto da Hartmann nell'anonima Vie du pape Grégoire, quest'opera francese è considerata dagli studiosi come un "modello diretto" di ispirazione. La datazione del Grégoire francese è controversa, ma di solito è ambientata nella metà del XII secolo. Hartmann von Aue ha lasciato inalterate le idee di base della storia, ma ha fatto aggiunte soprattutto nella rappresentazione religiosa e nella rappresentazione della corte.
Il motivo dell'incesto madre-figlio, la successiva autopunizione e infine la purificazione dell'eroe rimanda all'antica saga di Edipo, che, tuttavia, nel migliore dei casi, prima del 1200 aveva fatto deviazioni attraverso altre narrazioni nella letteratura medievale.

## Edizioni italiane
- Gregorio, Traduzione in italiano del testo e prefazione di Laura Mancinelli, Torino, Einaudi, 1989, ISBN 978-88-06-11493-0. Google Books